# Michael Stein (Autor)

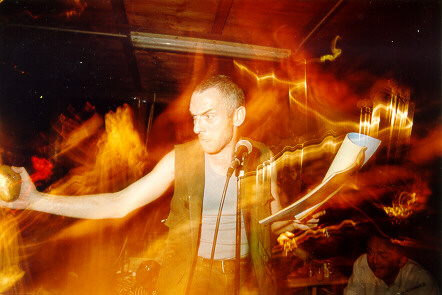
Michael Stein (1998)

Michael Joachim Willi Oskar Stein (* 9. Juli 1952 in Berlin; † 24. Oktober 2007 in Zweibrücken) war ein deutscher Musiker, Kabarettist und Autor.

## Leben

### Pille Palle und die Ötterpötter
Im Jahr 1978 gründete Michael Stein zusammen mit Jochen Staadt, Rainer Glienke, Dieter Westmeier, Gerd Udo Heinemann und Frank Augustin die Band Pille Palle und die Ötterpötter. Die Band war eng mit dem selbstverwalteten Projektzentrum Mehringhof verbunden, das seit 1979 in einer ehemaligen Maschinenfabrik in Berlin-Kreuzberg seinen Sitz hat. Die Gruppe hatte auch einen Kurzauftritt in dem Spielfilm Die Heartbreakers (1982). Michael Stein hat 2006/2007 an Neuaufnahmen von Liedern der Gruppe mitgearbeitet.
Michael Stein spielte zeitweilig außerdem in den Berliner Bands Bleibtreu Revue, Z und Dildo took a taxi.

### Arbeit mit Manfred Maurenbrecher
Michael Stein war um 1984 Mitglied in der Band um Manfred Maurenbrecher. Dort spielte er Saxophon, Bass- und E-Gitarre. Seine „introvertierten emotionalen“ Jazzklänge waren ein „glänzend musikalisches“ Gegenstück zu etlichen Liedtexten. Stein blieb es auch immer vorbehalten, in einer Sprechgesang-Einlage von einem mit rabenschwarzem Humor gespickten Picknick zu erzählen.

### Höhnende Wochenschau
Durch die Mitgliedschaft von 1989 bis 1991 in der Höhnenden Wochenschau (u. a. mit Klaus Nothnagel, Wiglaf Droste, Cluse Krings, Wolfgang Kröske alias „Dr. Seltsam“) – die Mutter aller Berliner Lesebühnen – gilt er als Urgestein dieser Veranstaltungsart, die er bis zu seinem Lebensende aktiv mitgeprägt hatte. Er gab seitdem Auftritte bei allen Lesebühnen, die mit seiner prominenten Mithilfe Anfang der 1990er Jahre in Berlin entstanden.

### Benno-Ohnesorg-Theater
An der Volksbühne Berlin veranstaltete er zusammen mit Wiglaf Droste die monatlichen Politshow Benno-Ohnesorg-Theater (1991–1994). Dabei wurde die Figur Kommissar Schulz („Wir wollen, dass Sie sicher leben“) entwickelt, die auch für eine eigene Radiosendung in Berlin (Radio P, Radio Fritz) produziert wurde.

„Wie sein Freund Wiglaf Droste hätte er eine erfolgreiche Laufbahn als schreibender Musikant, singender Schriftsteller oder Saxophon spielender Gitarrist einschlagen können, aber immer wenn Erfolg oder Stetigkeit drohten, stieg Michael Stein aus. Er war ein besonderer, einmaliger Grenzgänger, umgänglich und leutselig, kompromisslos bis zum Starr- und Wahnsinn.“

### Reformbühne Heim & Welt
Er war 1995 einer der Mitbegründer der Reformbühne Heim & Welt.

### Surfpoeten
Im Jahre 1996 bis 1997 entwickelte er die Idee der Surfpoeten, zusammen mit Ahne, Robert Weber, Lt. Surf und Hans Duschke im Bergwerk.

### Gebet gegen die Arbeit

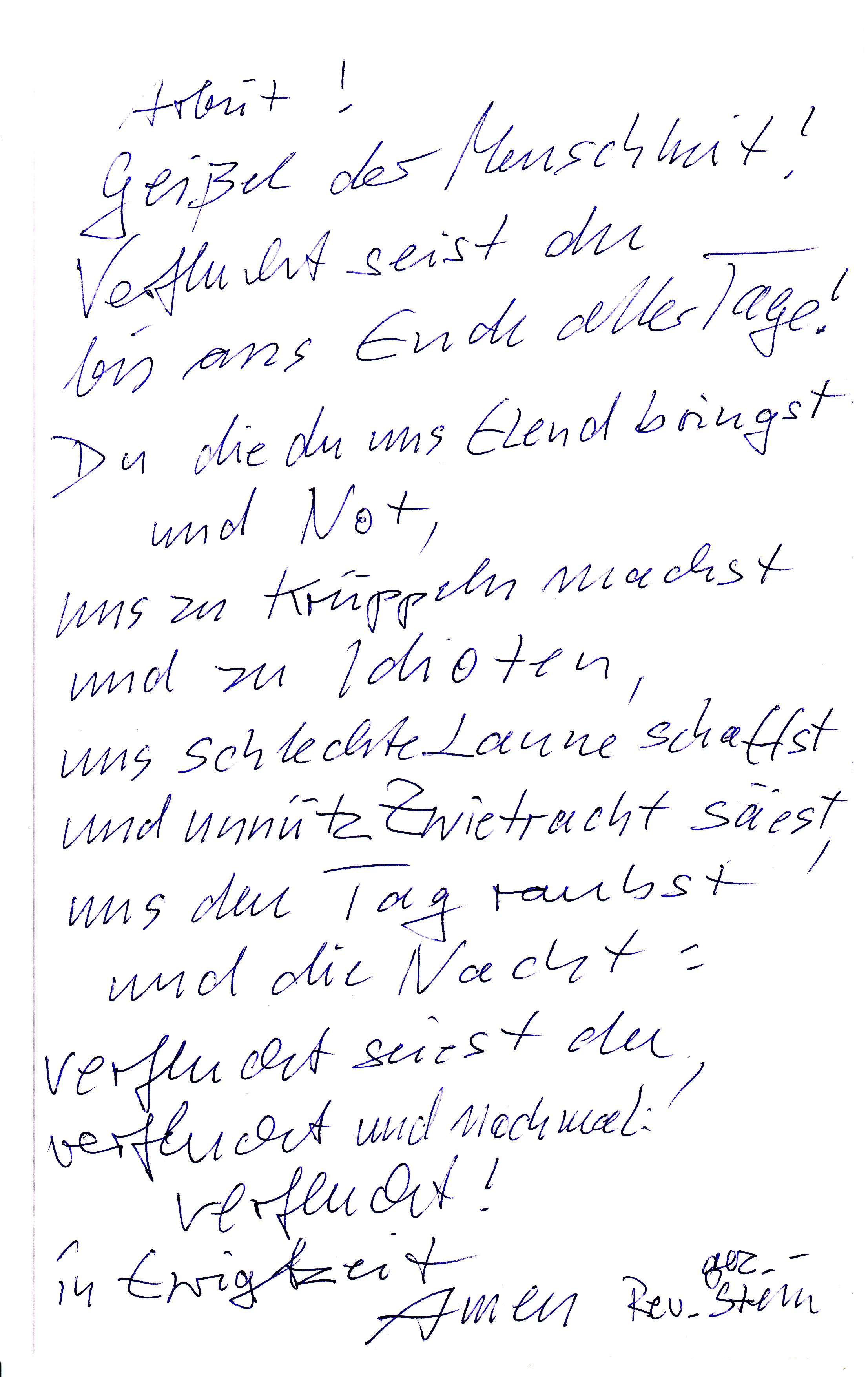
Gebet gegen die Arbeit (Original)

Er kämpfte sein ganzes Leben gegen die „Scheinwelten“.
Jahrelang kämpfte er in einer Art S-Bahn-Kabarett mit den Kontrolleuren der BVG. Wurde er um den Fahrausweis gebeten, sagte er: „Ich bin Buddhist und Sie sind eine Illusion!“, um erst nach einem möglichst langen Gespräch seine Fahrkarte zu zeigen.
Michael Stein vertrat die Auffassung, dass Arbeitslosigkeit in der Gesellschaft als selbstverständlich gelten und jedem Menschen eigentlich ein Bedürfnis sein müsse. In diesem Zusammenhang verfasste er etwa 1998 das Gebet gegen die Arbeit, das er bei seinen Auftritten gemeinsam mit dem Publikum sprach. Hierdurch wollte er den Gedanken verbreiten, dass „Arbeit für alle“ keine zeitgemäße Forderung mehr sei. Die Wirkungsweise des Gebetes erklärte er gerne damit, dass die Beteiligten, die das Gebet sprechen, ein Morphisches Feld erzeugen, welches später andere Menschen erfassen kann.
Das Gebet gegen die Arbeit wurde zum festen Bestandteil jeder Veranstaltung der Surfpoeten.

## Werk
- 1973: Mitbegründer des Kommunistischen Bundes in Berlin
- Mitbegründer der Druckerzelle
- 1989: Mitbegründer der Höhnenden Wochenschau
- 1991: Gründer des Benno-Ohnesorg-Theater
- 1995: Mitbegründer der Reformbühne Heim & Welt
- 1997: Gründer der Surfpoeten

## Veröffentlichungen
Musik
- Pille Palle und die Ötterpötter: CrashPunkSkaBeatMauerPowerPopPogo – sowieso. Staadtsmusik, 1981
- Pille Palle und die Ötterpötter: Es ist alles egal. Teldec, 1982
- Pille Palle und die Ötterpötter: Hoffentlich geht nichts schief. Teldec, 1984
- Robert Weber: Ich bin der Roman. Voland & Quist, Dresden 2005, ISBN 3-938424-06-0 (Soundtrack zum Buch von Michael Stein).

Texte
Michael Stein veröffentlichte mehrere Kurzgeschichten in der Literaturzeitschrift Salbader.
- Ahne, Spider, Michael Stein, Robert Weber, Lt. Surf, Tube: Die Surfpoeten. Voland & Quist, Dresden/Leipzig 2004, ISBN 3-938424-01-X.
- Ahne, Bov Bjerg, Daniela Böhle, Hans Duschke, Uli Hannemann, Jakob Hein, Falko Hennig, Wladimir Kaminer, Manfred Maurenbrecher, Sarah Schmidt, Michael Stein, Heiko Werning, Jürgen Witte: 10 Jahre Reformbühne Heim & Welt: Die Historischen Tondokumente. Satyr / Reptiphon / ZYX Music Vertrieb, Berlin/Merenberg 2005, ISBN 3-9809464-8-7.
- Hans Duschke, Bov Bjerk, Jürgen Witte, Michael Stein, Manfred Maurenbrecher, Sarah Schmidt, Ahne, Falko Hennig, Jakob Hein, Wladimir Kaminer, Daniela Böhle, Heiko Werning, Uli Hannemann, Jochen Schmidt, Tanja Dückers, Wiglaf Droste, Judith Hermann, Angelika Klüssendorf: Volle Pulle Leben: 10 Jahre Reformbühne Heim & Welt. Goldmann, München 2005, ISBN 978-3-442-54228-4.
- Ahne, Spider, Michael Stein, Robert Weber, Lt. Surf, Tube: Die Rückkehr der Surfpoeten. Voland & Quist, Dresden/Leipzig 2007, ISBN 978-3-938424-24-7.
- Michael Stein: „Ich bin Buddhist und Sie sind eine Illusion“: Texte von und über Michael Stein. Edition Tiamat, Berlin 2008, ISBN 978-3-89320-124-2.

Hörspiele
- Michael Stein: Pointer und die Herren im Dunkeln. Regie: Bernd Lau, Produktion: Sender Freies Berlin, 1988 (Ausgezeichnet als Hörspiel des Monats, Okt. 1988, Deutsche Akademie der Darstellenden Künste).